# Élcio Álvares
Élcio Alvares GCMM (Ubá, 28 de setembro de 1932 – Vitória, 9 de dezembro de 2016) foi um professor, advogado, sociólogo e político brasileiro filiado ao Democratas (DEM). Foi ministro da Indústria durante o governo Itamar Franco e ministro da Defesa durante o governo Fernando Henrique Cardoso. Pelo Espírito Santo, foi governador, senador, deputado federal e presidente da Assembleia Legislativa durante seu período como deputado estadual.

## Biografia
Foi deputado federal pelo Espírito Santo (1970-1975), governador do estado (de 15 de março de 1975 a 15 de março de 1979), senador (1991-1994; 1995-1999), ministro de Indústria e Comércio (1994), no governo de Itamar Franco e ministro da Defesa (1999-2000), no governo de Fernando Henrique Cardoso, cargo que foi obrigado a deixar sob denúncias de corrupção e favorecimento, inclusive de ligações com o crime organizado no Estado do Espírito Santo.

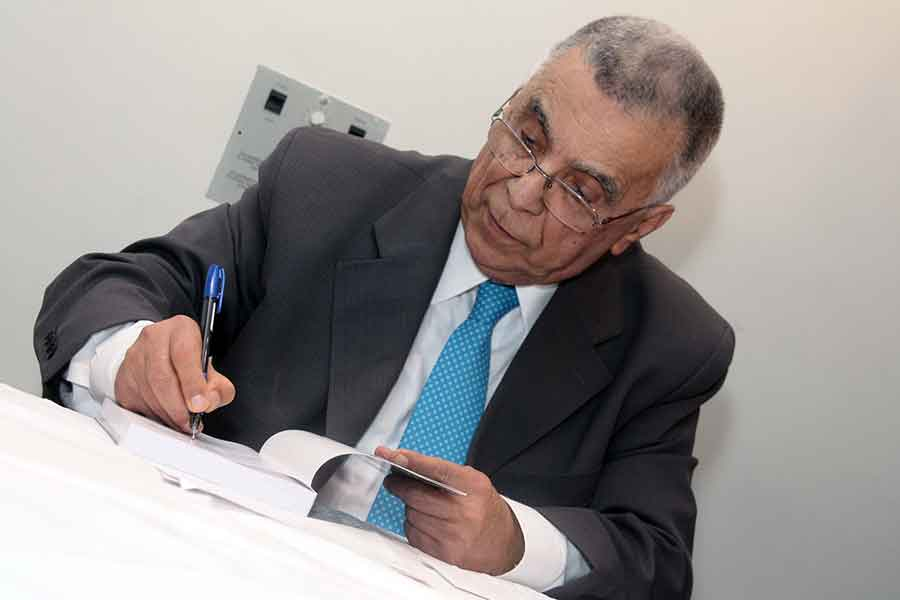
Élcio Álvares, em 2014.

Admitido à Ordem do Mérito Militar em 1994 no grau de Grande-Oficial especial por Itamar, Élcio foi promovido em 1999 por FHC ao último grau da Ordem do Mérito Militar, a Grã-Cruz especial.
Em 2006 elegeu-se Deputado Estadual pelo PFL. Reeleito em 2010, pelo DEM, para mais um mandato de Deputado Estadual. Foi Presidente da Assembleia Legislativa do Estado do Espírito Santo entre 1 de fevereiro de 2009 a 31 de janeiro de 2011.
Morreu em 9 de dezembro de 2016, aos 84 anos, em decorrência de insuficiência renal, após ficar três meses internado.